# ケモカイン
ケモカイン (chemokine) は、Gタンパク質共役受容体を介してその作用を発現する塩基性タンパク質であり、サイトカインの一群である。白血球などの遊走を引き起こし炎症の形成に関与する。走化性の (chemotactic) サイトカイン (cytokine) を意味する。1987年にIL-8が同定されて以来、数多くのケモカイン分子が新しく発見されてきた。ケモカインは構造上の違いからCCケモカイン、CXCケモカイン、Cケモカインおよび CX3Cケモカインに分類される。これまでに50種類以上のケモカインが同定されている。

## 構造

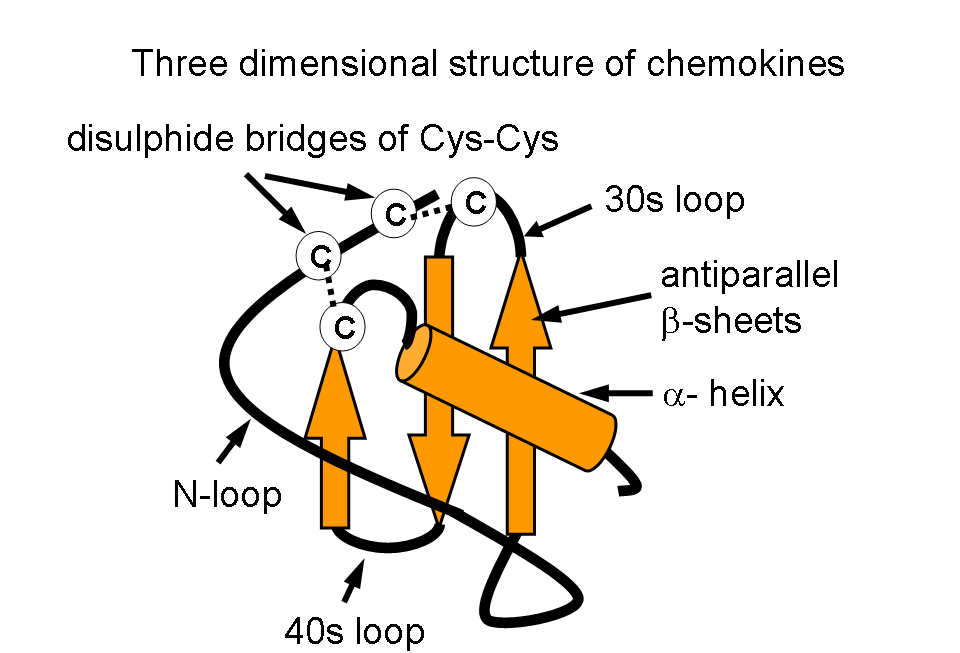
典型的なケモカインの構造

ケモカインは低分子量（8–14 kDa程度）のタンパク質であり、典型的なケモカインのアミノ酸配列中には4つのシステイン残基がよく保存されている。これらはN末端側からそれぞれ1番めと3番め、2番めと4番めのシステイン残基同士でジスルフィド結合を形成することにより、2次構造の形成に重要な役割を果たしている。

## 分類
| The four chemokine subfamilies |        |                                     |
| CCケモカイン                   |        |                                     |
| 名称                           | 遺伝子 | 別名                                |
| CCL1                           | Scya1  | I-309, TCA-3                        |
| CCL2                           | Scya2  | MCP-1                               |
| CCL3                           | Scya3  | MIP-1α                              |
| CCL4                           | Scya4  | MIP-1β                              |
| CCL5                           | Scya5  | RANTES                              |
| CCL6                           | Scya6  | C10, MRP-2                          |
| CCL7                           | Scya7  | MARC, MCP-3                         |
| CCL8                           | Scya8  | MCP-2                               |
| CCL9/CCL10                     | Scya9  | MRP-2, CCF18, MIP-1γ                |
| CCL11                          | Scya11 | Eotaxin                             |
| CCL12                          | Scya12 | MCP-5                               |
| CCL13                          | Scya13 | MCP-4, NCC-1, Ckβ10                 |
| CCL14                          | Scya14 | HCC-1, MCIF, Ckβ1, NCC-2, CCL       |
| CCL15                          | Scya15 | Leukotactin-1, MIP-5, HCC-2, NCC-3  |
| CCL16                          | Scya16 | LEC, NCC-4, LMC, Ckβ12              |
| CCL17                          | Scya17 | TARC, dendrokine, ABCD-2            |
| CCL18                          | Scya18 | PARC, DC-CK1, AMAC-1, Ckβ7, MIP-4   |
| CCL19                          | Scya19 | ELC, Exodus-3, Ckβ11                |
| CCL20                          | Scya20 | LARC, Exodus-1, Ckβ4                |
| CCL21                          | Scya21 | SLC, 6Ckine, Exodus-2, Ckβ9, TCA-4  |
| CCL22                          | Scya22 | MDC, DC/β-CK                        |
| CCL23                          | Scya23 | MPIF-1, Ckβ8, MIP-3, MPIF-1         |
| CCL24                          | Scya24 | Eotaxin-2, MPIF-2, Ckβ6             |
| CCL25                          | Scya25 | TECK, Ckβ15                         |
| CCL26                          | Scya26 | Eotaxin-3, MIP-4α, IMAC, TSC-1      |
| CCL27                          | Scya27 | CTACK, ILC, Eskine, PESKY, skinkine |
| CCL28                          | Scya28 | MEC                                 |
| CXCケモカイン                  |        |                                     |
| 名称                           | 遺伝子 | 別名                                |
| CXCL1                          | Scyb1  | Gro-α, GRO1, NAP-3                  |
| CXCL2                          | Scyb2  | Gro-β, GRO2, MIP-2α                 |
| CXCL3                          | Scyb3  | Gro-γ, GRO3, MIP-2β                 |
| CXCL4                          | Scyb4  | PF-4                                |
| CXCL5                          | Scyb5  | ENA-78                              |
| CXCL6                          | Scyb6  | GCP-2                               |
| CXCL7                          | Scyb7  | NAP-2, CTAPIII, β-Ta, PEP           |
| CXCL8                          | Scyb8  | IL-8, NAP-1, MDNCF, GCP-1           |
| CXCL9                          | Scyb9  | MIG, CRG-10                         |
| CXCL10                         | Scyb10 | IP-10, CRG-2                        |
| CXCL11                         | Scyb11 | I-TAC, β-R1, IP-9                   |
| CXCL12                         | Scyb12 | SDF-1, PBSF                         |
| CXCL13                         | Scyb13 | BCA-1, BLC                          |
| CXCL14                         | Scyb14 | BRAK, bolekine                      |
| CXCL15                         | Scyb15 | Lungkine, WECHE                     |
| CXCL16                         | Scyb16 | SRPSOX                              |
| CXCL17                         | VCC-1  | DMC, VCC-1                          |
| Cケモカイン                    |        |                                     |
| 名称                           | 遺伝子 | 別名                                |
| XCL1                           | Scyc1  | Lymphotactin α, SCM-1α, ATAC        |
| XCL2                           | Scyc2  | Lymphotactin β, SCM-1β              |
| CX3Cケモカイン                 |        |                                     |
| 名称                           | 遺伝子 | 別名                                |
| CX3CL1                         | Scyd1  | Fractalkine, Neurotactin, ABCD-3    |

### CCケモカイン
1次構造においてN末端側の2つのシステイン残基 (C) が連続していることからこのように称される。27種類がこれまでに同定されており、CCL (CC Chemokine Ligand) 1からCCL28まで存在する。CCL10はCCL9と同じものである。CCケモカインの中にはアミノ酸配列中にシステイン残基を6つ有するものがあり、CCL1、CCL15、CCL21、CCL23およびCCL28 がそれにあたる。
CCL17のTARC (thymus and activation regulated chemokine) は、Th2リンパ球にしかみられないCCR4受容体に結合するケモカインである。TARCはアトピー性皮膚炎のマーカーとして、臨床の場で用いられている。

### CXCケモカイン
N末端側の2つのシステイン残基の間にその他のアミノ酸が1つ存在するという配列を有する（CXCモチーフ）。CXCケモカインはさらに ELR (Glu-Leu-Arg) モチーフを有するものと有しないものの2つに分類される。ELRモチーフを有するものは好中球を遊走させる活性を有し、血管新生作用を持つ。一方、ELRモチーフを有しないものはリンパ球を主に遊走させ、血管新生に対して抑制的に働く。

### Cケモカイン
Cケモカインは他のグループと異なり、本来4つあるべきシステイン残基のうちN末端側から2番めおよび4番めにあたる2つのシステイン残基しか有さず、いまだ2種類しか発見されていない。

### CX3Cケモカイン
N末端側の2つのシステイン残基の間にその他のアミノ酸が3つ存在するという配列を有する。fractalkine/CX3CL1およびCXC3L16は膜結合型ケモカインと称され、細胞遊走活性を有すると同時に接着分子としても働いている。

## 受容体
ケモカインは約350アミノ酸残基から成るそれぞれに固有のケモカイン受容体を介して作用する。ケモカイン受容体はいずれもGタンパク質共役受容体である。現在までに19種類のケモカイン受容体が同定されている。  